# Universale Economica Feltrinelli dal 1401 al 1500

## Dal n. 1401 al n. 1500
- I 100 precedenti: Universale Economica Feltrinelli dal 1301 al 1400

| Universale Economica Feltrinelli |              | |                                                     |
|                                  |              | |                                                     |
|                                  | Sezione      | Titolo | Autore                                              |
| 1401                             | Narrativa    | Piazza d'Italia: favola popolare in tre tempi, un epilogo e un'appendice                                       | Antonio Tabucchi                                    |
| 1402                             | Narrativa    | San Isidro Futból                                                                                              | Pino Cacucci                                        |
| 1403                             | Narrativa    | Jakob il bugiardo                                                                                              | Jurek Becker                                        |
| 1404                             | Saggi        | Dizionario dei vizi e delle virtù                                                                              | Salvatore Natoli                                    |
| 1405                             | Vite Narrate | La signora canta il blues                                                                                      | Billie Holiday                                      |
| 1406                             | Poesia       | L'albero delle parole: grandi poeti di tutto il mondo per i bambini                                            | Donatella Bisutti (a cura di)                       |
| 1407                             | Varia        | Bioetica. Dalla A alla Z                                                                                       | Gianna Milano                                       |
| 1408                             | Narrativa    | Ultime notizie dalla famiglia                                                                                  | Daniel Pennac                                       |
| 1409                             | Narrativa    | Uomo impotente cercasi per serena convivenza                                                                   | Gaby Hauptmann                                      |
| 1410                             | Narrativa    | Quello che importa è grattarmi sotto le ascelle                                                                | Charles Bukowski, Fernanda Pivano (intervistato da) |
| 1411                             | Narrativa    | Homo Faber | Max Frisch                                          |
| 1412                             | Varia        | Psicomagia. Una terapia panica                                                                                 | Alejandro Jodorowsky                                |
| 1413                             | Narrativa    | Qualcosa là fuori                                                                                              | Nadine Gordimer                                     |
| 1414                             | Narrativa    | Venite venite B-52                                                                                             | Sandro Veronesi                                     |
| 1415                             | Saggi        | L'uomo antibiologico: riconciliare società e natura                                                            | Aldo Sacchetti                                      |
| 1416                             | Saggi        | Unico indizio la normalità. L'Italia a Sud dell'Italia                                                         | Alessandra Arachi                                   |
| 1417                             | Varia        | '68. C'era una volta la rivoluzione                                                                            | Dario Fo, Sergio Parini                             |
| 1418                             | Varia        | E come ecstasy                                                                                                 | Nicholas Saunders                                   |
| 1419                             | Memoria      | Gli sprecati. I turbamenti della nuova gioventù                                                                | Stefano Pistolini                                   |
| 1420                             | Narrativa    | Passaggio in ombra                                                                                             | Mariateresa Di Lascia                               |
| 1421                             | Narrativa    | Lucertola | Banana Yoshimoto                                    |
| 1422                             | Narrativa    | Il coraggio del pettirosso                                                                                     | Maurizio Maggiani                                   |
| 1423                             | Narrativa    | L'oblio | Josephine Hart                                      |
| 1424                             | Memoria      | La vita che torna                                                                                              | Laura Prete                                         |
| 1425                             | Saggi        | Anche l'anima fa male. Angosce infantili, angosce adulte                                                       | Alain Braconnier                                    |
| 1426                             | Narrativa    | Vite brevi di idioti                                                                                           | Ermanno Cavazzoni                                   |
| 1427                             | Narrativa    | Cipria | Su Tong                                             |
| 1428                             | Saggi        | Mangiare da re, introduzione di Luigi Veronelli                                                                | Nino Bergese                                        |
| 1429                             | Vite Narrate | Non mi piegherete. Vita di Martin Luther King                                                                  | Arnulf Zitelmann                                    |
| 1430                             | Saggi        | Viva Rio: reportage da una città divisa                                                                        | Zuenir Ventura                                      |
| 1431                             | Memoria      | Scompartimento per lettori e taciturni, prefazione di Giovanni Giudici, introduzione di Piergiorgio Bellocchio | Grazia Cherchi                                      |
| 1432                             | Narrativa    | Paula | Isabel Allende                                      |
| 1433                             | Narrativa    | Signor Malaussène                                                                                              | Daniel Pennac                                       |
| 1434                             | Narrativa    | Bar Sport | Stefano Benni                                       |
| 1435                             | Saggi        | Donne che si fanno male                                                                                        | Dusty Miller                                        |
| 1436                             | Narrativa    | La Rosa di Alessandria                                                                                         | Manuel Vázquez Montalbán                            |
| 1437                             | Narrativa    | A labbra nude. Racconti dall'ultima Cuba                                                                       | Danilo Manera (a cura di)                           |
| 1438                             | Saggi        | Portiamo anche i bambini: viaggiare con i figli senza rovinarsi le vacanze                                     | Romeo Bassoli                                       |
| 1439                             | Narrativa    | La morte non dimentica nessuno                                                                                 | Didier Daeninckx                                    |
| 1440                             | Narrativa    | Lo zio Perez spicca il volo                                                                                    | Yaakov Shabtai                                      |
| 1441                             | Narrativa    | Lazzaro, vieni fuori                                                                                           | Andrea G. Pinketts                                  |
| 1442                             | Narrativa    | Il dipendente                                                                                                  | Sebastiano Nata                                     |
| 1443                             | Saggi        | Non c'e problema: divagazioni morali su modi di dire e frasi fatte                                             | Filippo La Porta                                    |
| 1444                             | Varia        | Porte senza porta. Incontri con maestri contemporanei                                                          | Beppe Sebaste                                       |
| 1445                             | Varia        | Che Guevara. Una guida a fumetti, postfazione di Pino Cacucci                                                  | Sergio Sinay, Miguel Angel Scenna                   |
| 1446                             | Narrativa    | Nel cuore del Borneo                                                                                           | Redmond O'Hanlon                                    |
| 1447                             | Narrativa    | In viaggio con Mohammed                                                                                        | Eric Hansen                                         |
| 1448                             | Narrativa    | Misto maschio                                                                                                  | Will Self                                           |
| 1449                             | Narrativa    | Per Paula | Isabel Allende                                      |
| 1450                             | Oriente      | Lo Zen e la cerimonia del tè                                                                                   | Kakuzo Okakura                                      |
| 1451                             | Narrativa    | I cento sensi segreti                                                                                          | Amy Tan                                             |
| 1452                             | Saggi        | Istruzioni per rendersi infelici                                                                               | Paul Watzlawick                                     |
| 1453                             | Narrativa    | L'inverno a Lisbona                                                                                            | Antonio Muñoz Molina                                |
| 1454                             | Vite Narrate | La breve estate dell'anarchia. Vita e morte di Buenaventura Durruti                                            | Hans Magnus Enzensberger                            |
| 1455                             | Varia        | Circo Internet. Manuale critico per il nuovo millennio                                                         | Riccardo Stagliano                                  |
| 1456                             | Saggi        | Lettere di donne che amano troppo, presentazione di Anna Del Bo Boffino                                        | Robin Norwood                                       |
| 1457                             | Narrativa    | Forfora e altre sventure                                                                                       | Pino Cacucci                                        |
| 1458                             | Narrativa    | Piacere, Pepe Carvalho: biografia autorizzata dell'investigatore più famoso di Spagna                          | Quim Aranda                                         |
| 1459                             | Poesia       | Il mio letto è una nave, a cura di Roberto Mussapi                                                             | Robert Louis Stevenson                              |
| 1460                             | Narrativa    | Andando e stando                                                                                               | Sibilla Aleramo                                     |
| 1461                             | Narrativa    | Il lavoro culturale                                                                                            | Luciano Bianciardi                                  |
| 1462                             | Saggi        | L'orda d'oro 1968-1977, a cura di Sergio Bianchi                                                               | Nanni Balestrini, Primo Moroni                      |
| 1463                             | Poesia       | Blues in sedici                                                                                                | Stefano Benni                                       |
| 1464                             | Noir         | La casa Russia                                                                                                 | John Le Carré                                       |
| 1465                             | Narrativa    | Noi che ci vogliamo così bene                                                                                  | Marcela Serrano                                     |
| 1466                             | Narrativa    | Il Campo di Nessuno                                                                                            | Daniel Picouly                                      |
| 1467                             | Narrativa    | Destroy | Isabella Santacroce                                 |
| 1468                             | Narrativa    | Quando Teresa si arrabbiò con Dio                                                                              | Alejandro Jodorowsky                                |
| 1469                             | Saggi        | Un genitore quasi perfetto                                                                                     | Bruno Bettelheim                                    |
| 1470                             | Narrativa    | Solo se interrogato                                                                                            | Domenico Starnone                                   |
| 1471                             | Varia        | La canzone d'autore italiana 1958-1997, prefazione di Caterina Caselli Sugar                                   | Paolo Jachia                                        |
| 1472                             | Memoria      | Scrittori dal carcere, prefazione di Josif Brodskij                                                            | Bobby Sands                                         |
| 1473                             | Narrativa    | Opus Pistorum, postfazione di Fernanda Pivano                                                                  | Henry Miller                                        |
| 1474                             | Saggi        | Sulla disperazione d'amore                                                                                     | Stefano Bonaga                                      |
| 1475                             | Vite Narrate | La storia di Dario Fo                                                                                          | Chiara Valentini                                    |
| 1476                             | Narrativa    | Male d'amore                                                                                                   | Ángeles Mastretta                                   |
| 1477                             | Narrativa    | Le terme | Manuel Vázquez Montalbán                            |
| 1478                             | Vite Narrate | La sconcia vita di Charles Bukowski                                                                            | Jim Christy                                         |
| 1479                             | Saggi        | Cuori violenti. Viaggio nella criminalità giovanile                                                            | Paolo Crepet                                        |
| 1480                             | Saggi        | Sesso sicuro                                                                                                   | Ellen Voelckers Mahoney                             |
| 1481                             | Saggi        | Quando il tuo corpo non ti piace                                                                               | Kathy Bowen-Woodward                                |
| 1482                             | Narrativa    | Amare, ancora                                                                                                  | Doris Lessing                                       |
| 1483                             | Narrativa    | Storie di primogeniti e figli unici                                                                            | Francesco Piccolo                                   |
| 1484                             | Saggi        | È tutto grasso che vola. Elogio dell'opulenza                                                                  | Richard Klein                                       |
| 1485                             | Narrativa    | Amo dunque sono                                                                                                | Sibilla Aleramo                                     |
| 1486                             | Narrativa    | L'amore degli adulti                                                                                           | Claudio Piersanti                                   |
| 1487                             | Narrativa    | Una vita postdatata                                                                                            | Peppe Lanzetta                                      |
| 1488                             | Narrativa    | Camminando. Incontri di un viandante                                                                           | Pino Cacucci                                        |
| 1489                             | Varia        | Il mercato del terrore: mostri e maestri dell'horror                                                           | Gianmaria Contro                                    |
| 1490                             | Varia        | Un pensiero al giorno (per donne che amano troppo)                                                             | Robin Norwood                                       |
| 1491                             | Memoria      | Prima di morire                                                                                                | Ernesto Che Guevara                                 |
| 1492                             | Narrativa    | Barnum 2 | Alessandro Baricco                                  |
| 1493                             | Narrativa    | Elianto | Stefano Benni                                       |
| 1494                             | Narrativa    | Un letto di bugie                                                                                              | Gaby Hauptmann                                      |
| 1495                             | Saggi        | Di bene in peggio. Istruzioni per un successo catastrofico                                                     | Paul Watzlawick                                     |
| 1496                             | Narrativa    | L'attore americano                                                                                             | Rossana Campo                                       |
| 1497                             | Saggi        | Prima le donne e i bambini                                                                                     | Elena Gianini Belotti                               |
| 1498                             | Narrativa    | L'isola che canta. Giovani poeti cubani                                                                        | Danilo Manera (a cura di)                           |
| 1499                             | Saggi        | Passato prossimo. Donne romane da Tacita e Sulpicia                                                            | Eva Cantarella                                      |
| 1500                             | Narrativa    | La polvere dei sogni                                                                                           | André Brink                                         |

- I 100 successivi: Universale Economica Feltrinelli dal 1501 al 1600